# Albâtres de Nottingham
Les albâtres de Nottingham font référence à une production particulière de sculptures anglaises développée à partir du XIVe siècle jusque dans les premières années du XVIe siècle. La plupart de ces sculptures représentent de petites scènes religieuses. Après la Réforme, les ateliers ont abandonné cette iconographie traditionnelle pour se tourner vers la production de monuments funéraires.

## Histoire

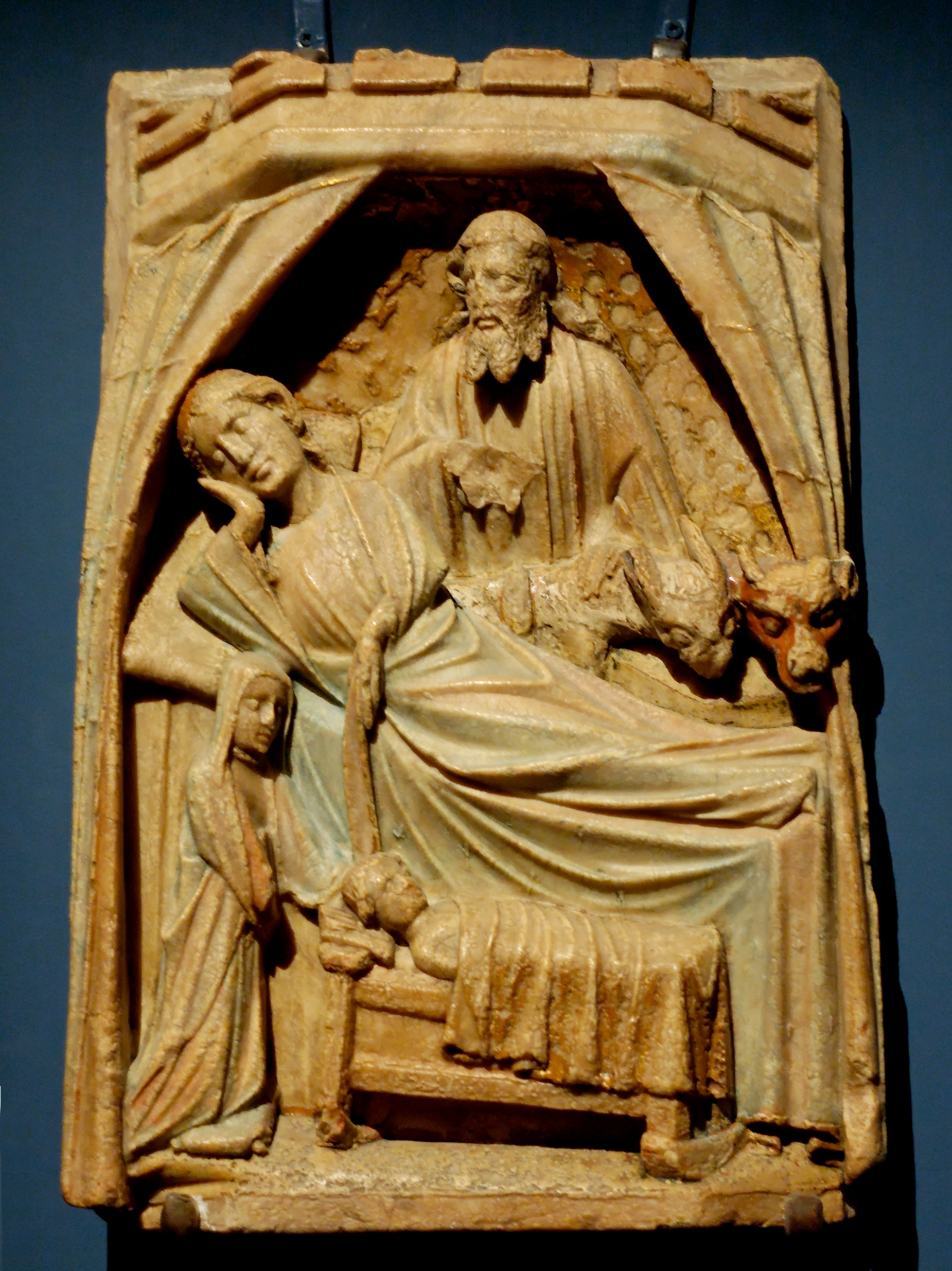
Nativité, vers 1400, la composition se retrouve dans certains ivoires français.

L'albâtre utilisé dans l'industrie était largement exploité dans les carrières de la région du South Derbyshire près de Tutbury et Chellaston. Les tailleurs d'albâtre travaillaient à Londres, York, Burton-on-Trent, mais le plus grand centre était Nottingham ce qui a donné le nom à ce type d'industrie. Ces artisans étaient connus sous différents noms tels que alabastermen, kervers, marblers, et image-makers.
L'albâtre est plus tendre et plus facile à travailler que le marbre. C'est également un matériau idéal pour la production de masse en raison de son faible coût. L'albâtre, communément appelé gypse, est du sulfate de chaux, souple à travailler, qui se durcit par exposition à l'air.
À l'abbaye de Westminster, le tombeau de Jean d'Eltham, comte de Cornouailles, mort en 1334, est un exemple précoce et d'une très grande qualité de ce type d'œuvre. Le 6 juin 1371, Peter Maceon de Nottingham a été payé pour exécuter un retable en albâtre destiné à l'autel-majeur de la chapelle Saint-Georges du château de Windsor. L'exécution de cette commande a coûté 200 £ et nécessité dix charrettes, quatre-vingt chevaux et vingt hommes pour transporter l'œuvre à destination. Le voyage dura dix-sept jours à l'automne 1367, et les dépenses pour le transport se sont élevées à 30 £.
Durant toute la période de leur production, les albâtres de Nottingham ont été très populaires dans toute l'Europe. Ils étaient exportés en grande quantité jusqu'en Islande, Croatie et Pologne. Mais le marché le plus important pour ce type d'œuvres était de loin la France, dont certaines églises conservent encore aujourd'hui des retables en albâtre anglais in situ.
Les représentations en albâtre des églises anglaises ont pu survivre à la Dissolution des monastères des années 1530, mais la plupart n'a pas survécu au règne du roi Edouard VI et au Putting away of Books and Images Act de 1549 ordonnant la destruction de toutes les images. En effet, huit mois après cet acte, en septembre 1550, l'ambassadeur d'Angleterre en France rapportait l'arrivée de trois navires chargés d'images en albâtre qui devaient être vendues à Paris, Rouen et dans d'autres villes du royaume. On ne sait pas s'il s'agit de nouvelles images ou bien de celles enlevées des églises anglaises. À partir du milieu du XVIe siècle, les ateliers ont abandonné la production d'images religieuses pour réaliser essentiellement des tombes et monuments funéraires en albâtre, ou des sujets à l'iconographie profane. Le Victoria and Albert Museum conserve, par exemple, un relief sculpté représentant Apollon et les muses, probablement anglais, réalisé vers 1580.

## Formes et Iconographie

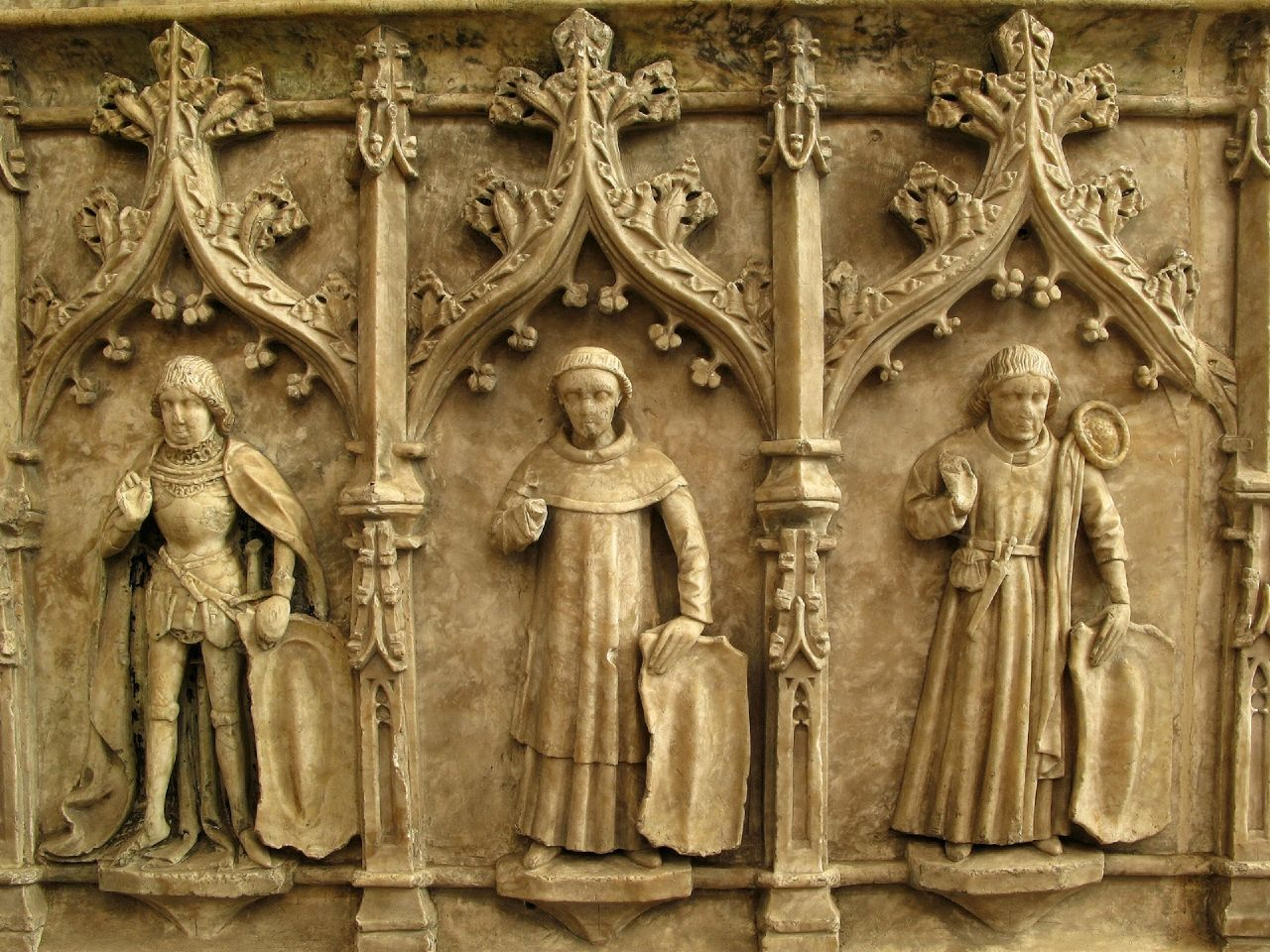
Détail de la tombe de Sir Ralph Fitzherbert, mort en, 1483, montrant certains de ses enfants.

L'industrie de la sculpture développe deux types de production, les reliefs et les statues. De fins panneaux sculptés en haut-relief, mesurant environ 40 cm sur 25 cm, formaient habituellement des séries de la Passion ou de la Vie du Christ. Ces panneaux étaient ensuite assemblés dans une structure en bois comme retable, ou bien utilisés par les personnes plus aisées comme œuvre de dévotion privée, insérés dans un triptyque de bois avec des volets que l'on pouvait fermer. La plupart des statues étaient plus petites, mais il existait un certain nombre de plus grandes. Notre-Dame de Westminster est un exemple de statue plus grande, aujourd'hui conservée à Londres mais trouvée dans le marché d'art en France. La découverte en 1863 d'une image en albâtre presque identique stylistiquement mais sans la tête, enterrée dans le cimetière d'All Saints à Broughton, Craven, suggère que la statue était un modèle standard répété de nombreuses fois par l'atelier (comme c'était fréquemment le cas), et probablement produit pour le marché libre plutôt qu'en réponse à une commande précise. Ces œuvres destinées à l'exportation étaient vendues en vrac à des marchands qui trouvaient ensuite des acheteurs locaux.
La plupart des exemples ayant survécu ont perdu une grande partie de leur décor peint. Il ne faut cependant pas oublier que la polychromie faisait partie intégrante de la production. Les couleurs étaient généralement vives, avec du bleu et rouge pour les robes. Les cheveux et les accessoires tels que les sceptres et couronnes étaient dorés. Du gesso moulé et doré était également utilisé afin de donner plus de richesse à ces reliefs destinés à être vus à distance à la lumière des bougies.
Les sujets des sculpteurs étaient l'iconographie traditionnelle des retables, le plus souvent des scènes de la Vie du Christ ou de la Vie de la Vierge. Un sujet unique dans les albâtres anglais, le La Trinité du Sein d'Abraham, une variante du Trône de grâce, qui est souvent, comme la Vierge à l'Enfant, une statue indépendante (comme dans l'exemple de Westminster). Parmi les autres sujets représentés, on trouve des épisodes de la vie de saints, comme Thomas Becket et, exceptionnellement, la tête coupée de saint Jean-Baptiste, objet d'un culte populaire dès la seconde moitié du XVe siècle jusqu'à la Réforme.

### LaTrinité du Sein d'Abraham
La Trinité du Sein d'Abraham est une iconographie rare, apparemment unique dans les albâtres anglais, où un groupe de figures est présenté dans un drap tenu ou supporté entre les mains de Dieu le Père dans une composition du Trône de grâce. Cinq exemples de statues indépendantes sont connus, dans la Burrell Collection de Glasgow, au Musée des beaux-arts de Boston entre autres, ainsi que neuf bas-reliefs.

## Illustrations

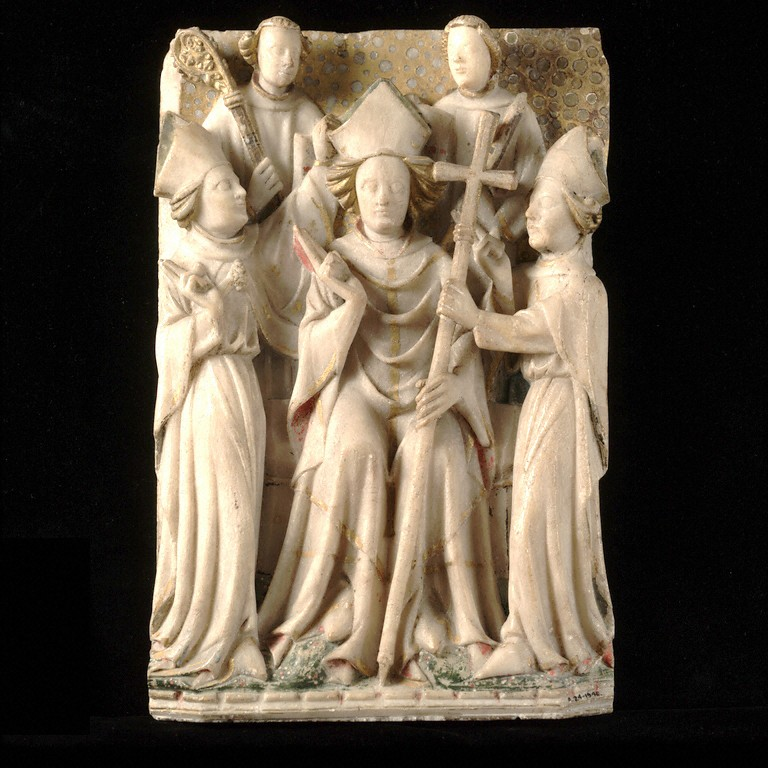
St Thomas Becket trônant en tant qu'Archevêque de Cantorbéry, albâtre de Nottingham, Victoria & Albert Museum.
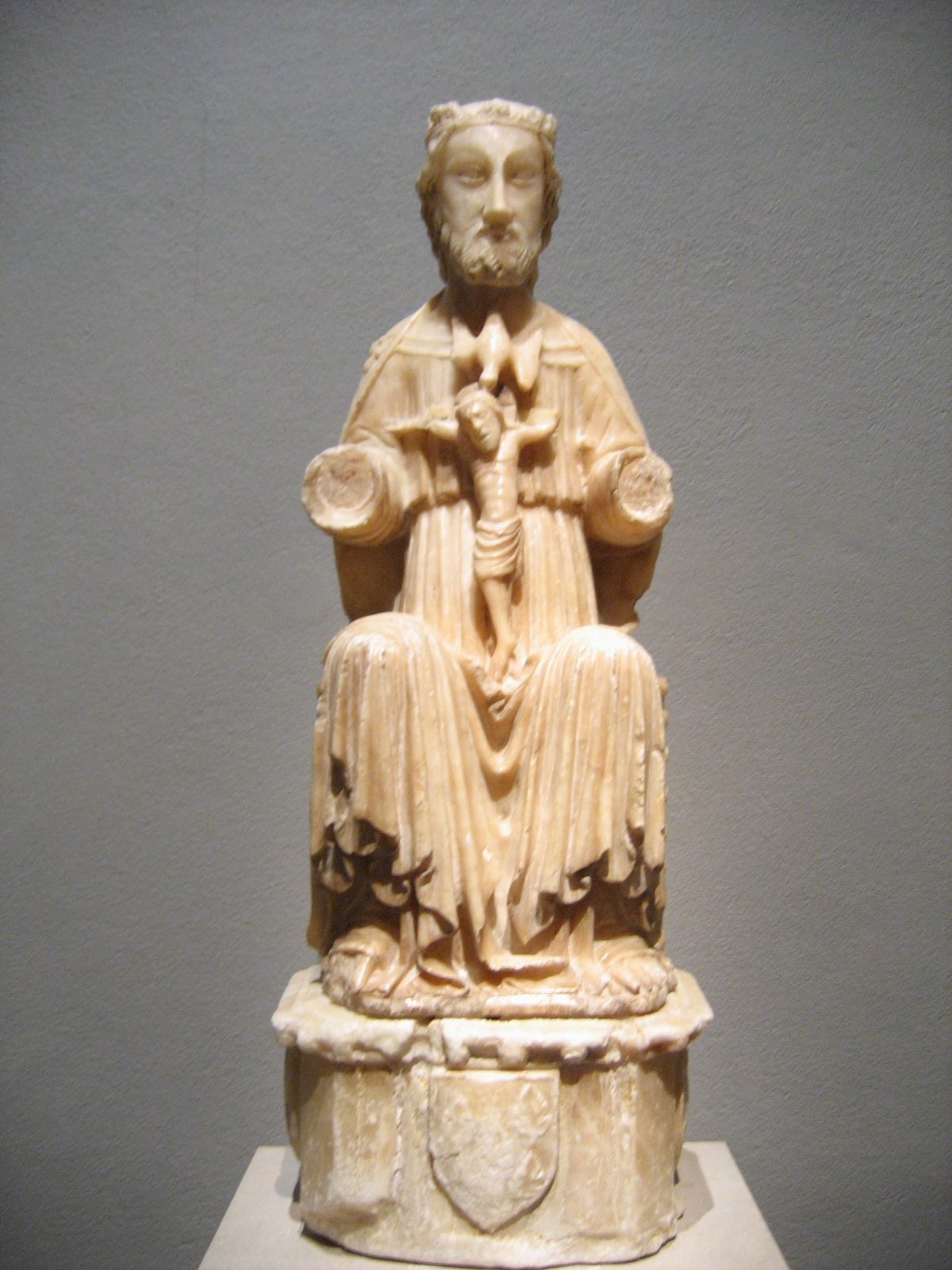
L'Espagne est également spécialisée dans la sculpture en albâtre dans l'Europe médiévale. Cette Trinité est soit anglaise soit espagnole.
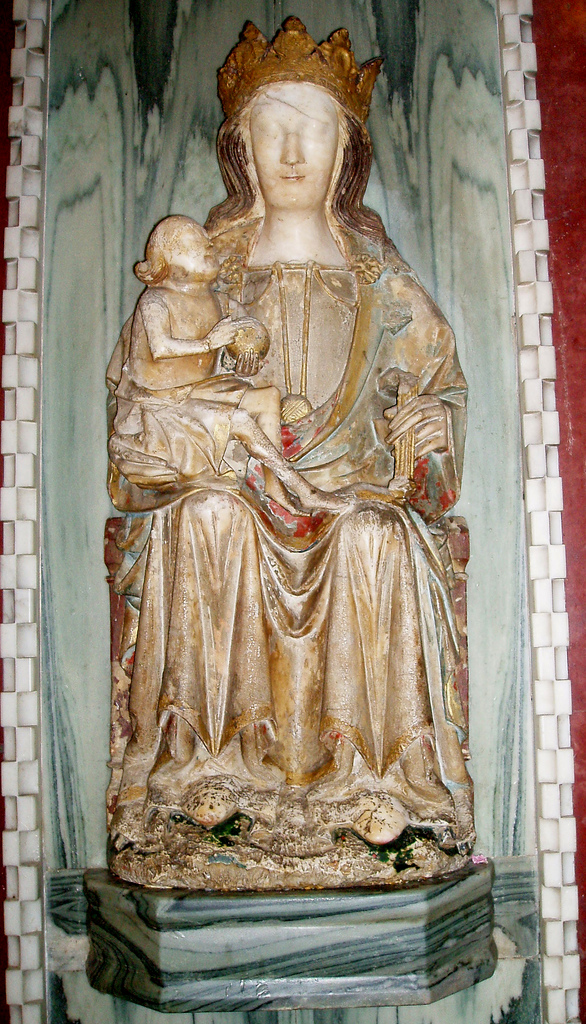
Notre-Dame de Westminster, Vierge à l'Enfant, Cathédrale de Westminster.

## Sources
- (en) The Records of the Borough of Nottingham, Nottingham, Thomas Forman & Sons, 1914.
- (en) Francis Cheetham, Medieval English Alabaster Carvings in the Castle Museum Nottingham, City of Nottingham art Galleries and Museums Committee, 1973.
- (en) Francis Cheetham, English Mediaeval Alabasters: With a catalogue of the collection in the Victoria and Albert Museum, Phaidon Christie's, 1984.
- (fr) Nigel Ramsay, « La production et exportation des albâtres anglais médiévaux », dans Artistes, artisans et production artistique au Moyen Âge, Actes du colloque, vol. III, Paris, 1990, pp. 609–619.
- (fr) L. Flavigny et C. Jablonski-Chauveau, D'Angleterre en Normandie. Sculptures d'albâtre du Moyen Âge, cat. d'exp., Rouen/Evreux, 1998.
- (en) Francis Cheetham, The Alabaster Men: Sacred Images From Medieval England, Daniel Katz Ltd, 2001.
- (en) Francis Cheetham, The Alabaster Images of Medieval England (Museum of London Medieval Finds (1150 - 1450), The Boydell Press, 2003.
- (en) Francis Cheetham, English Medieval Alabasters: With a Catalogue of the Collection in the Victoria and Albert Museum, Second Edition, The Boydell Press, 2005.
- (fr) Catheline Périer-D'Ieteren et Roland Recht, « Un art pour l'exportation : les émaux, les albâtres et les retables », dans R. Recht (dir.), Le grand atelier. Chemins de l'art en Europe Ve-XVIIIe siècle, cat. exp., Bruxelles, Palais des beaux-arts, 5 octobre 2007 - 20 janvier 2008, Europalia 2007, pp. 118–133.

- (en) Cet article est partiellement ou en totalité issu de l’article de Wikipédia en anglais intitulé « Nottingham alabaster » (voir la liste des auteurs).